# Pentatló modern als Jocs Olímpics d'estiu de 1948
Als Jocs Olímpics d'Estiu de 1948 celebrats a la ciutat de Londres (Regne Unit) es disputà una prova de pentatló modern en categoria masculina. La prova es disputà entre els dies 30 de juliol i 4 d'agost de 1948.
Aquest esport combina proves de tir (competició de tir de 10 metres de distància), esgrima (competició d'espasa), natació (200 metres lliures), hípica (concurs de salts d'obstacles) i cros.

## Comitès participants
Hi participaren un total de 45 atletes de 16 comitès nacionals diferents:
| - Argentina (3) - Bèlgica (3) - Brasil (3) - Espanya (3) - Estats Units (3) - Finlàndia (3) - França (3) - Hongria (3) | - Itàlia (3) - Mèxic (2) - Regne Unit (3) - Suècia (3) - Suïssa (3) - Txecoslovàquia (2) - Uruguai (3) - Xile (2) |

## Resum de medalles
| Prova           | Or           | Argent       | Bronze       |
| Pentatló modern | William Grut | George Moore | Gösta Gärdin |

## Medaller
| Posició | País         | Or | Argent | Bronze | Total |
| 1       | Suècia       | 1  | 0      | 1      | 2     |
| 2       | Estats Units | 0  | 1      | 0      | 1     |